# Christian Érard
Christian Raymond Georges Érard (* 25. Mai 1939 in Hennezel, Département Vosges; † 16. November 2023 in Lens, Département Pas-de-Calais) war ein französischer Ökologe und Ornithologe.

## Leben
Érard widmete sich schon früh der Vogelbeobachtung in den Wäldern seiner Heimat, den Vogesen. Von 1956 bis 1960 absolvierte er seine Ausbildung am Lehrerseminar in Châlons-sur-Marne und arbeitete bereits in dieser Zeit mit dem Centre de recherche sur la migration des mammifères et oiseaux (CRMMO) des Muséum national d’histoire naturelle zusammen. 1961 wurde Érard Lehrer, erwarb im selben Jahr das Zertifikat in Physik, Chemie und Naturwissenschaften (Certificat d’études supérieures de sciences portant sur la physique, la chimie et l’histoire naturelle, S.P.C.N.) an der Universität Reims und leistete von 1961 bis 1963 seinen Militärdienst ab. Érard erwarb 1963 in Paris die Zertifikate für allgemeine Botanik, Pflanzenbiologie und Mikrobiologie sowie allgemeine Biologie. Ebenfalls 1963 wurde er zum Lehrer für allgemeinbildende Gymnasien ernannt. 1964 wurde er Assistent am Lehrstuhl für Zoologie (Säugetiere und Vögel) des Muséum national d’histoire naturelle, der mit dem CRMMO assoziiert war, am Muséum national d’histoire naturelle. Ab 1966 begann Érard eine lange Reihe von Auslandsreisen, die ihn in viele Länder Afrikas, den Nahen und Mittleren Osten, nach Guyana, in die Vereinigten Staaten und nach Kanada führten. 1975 wurde Érard zum stellvertretenden Leiter des Lehrstuhls für Zoologie (Säugetiere und Vögel) ernannt. 1989 wurde er mit der Dissertation Socio-écologie des muscicapinae (aves) des régions forestières du nord-est du Gabon zum Doktor der Naturwissenschaften an der Universität Rennes 1 promoviert. 1990 wurde er zum Professor ernannt. 1998 übernahm Érard die Leitung der mit dem Centre national de la recherche scientifique assoziierten Einheit Fonctionnement, évolution et systèmes régulateurs des écosystèmes forestiers tropicaux. Im selben Jahr wurde er Direktor des Labors für allgemeine Ökologie des Muséum national d’histoire naturelle.
Érard widmete sich dem Studium des Vogelzugs, der Verhaltensforschung von Vögeln in tropischen Regionen (insbesondere in Wäldern), der Pflanzen-Tier-Beziehungen sowie der Vogelsystematik (einschließlich Phylogenese und Biogeographie), wobei er sich insbesondere auf afrikanische und neotropische Sperlingsvögel konzentrierte.
Zu seinen mehr als 200 Veröffentlichungen zählen L’Irruption de Jaseurs Bombycilla garrulus (L.) en France en 1965–66 (1967), Contribution à l’étude des oiseaux d’Iran (1970, in Zusammenarbeit mit Robert-Daniel Etchécopar), Taxonomie des serins à gorge jaune d’Éthiopie (1974), Les Oiseaux des régions forestières du nord-est du Gabon (1986, mit André Brosset), Écologie et comportement des fobouches-mouches (Aves: Muscicapinae, Platysteirinae, Monarchinae) du Nord-Est du Gabon (1987–1990, in zwei Bänden), Rôle des oiseaux frugivores terrestres dans la dynamique forestière en Guyane française (1989) sowie Le Peuplement avien des Petites Antilles (1991).
Érard beschrieb die Unterart Glaucidium castaneum etchecopari des Kastanienzwergkauzes, die Unterarten Mirafra gilletti degodiensis und Mirafra gilletti arorihensis der Gillettlerche, die Sidamospornlerche, die heute mit der Somalispornlerche (Heteromirafra archeri) synonymisiert ist, die Unterart Apalis flavida abyssinica des Gelbbrust-Feinsängers, die Unterart Curruca lugens griseiventris der Braungrasmücke sowie den Senegaltoko (Tockus kempi).
Érard hatte drei Töchter.